# Severni otok (Nova dežela)
Severni otok (rusko Се́верный о́стров) je večji od obeh otokov, ki tvorita glavnino otočja Nova dežela v Arktičnem oceanu. Je približno pravokotne oblike, s površino 48.904 km² je 30. največji otok na svetu. Na jugu ga obliva Karsko morje, na severu Barentsovo morje, na jugozahodu pa ga ozek Matočkinov preliv ločuje od Južnega otoka.
Zaradi lege na skrajnem severu sveta je površje golo. Sredina otoka ima stalno ledeniško kapo s površino 19.330 km², ki sega 1100 m nad morsko gladino in iz katere teče 60 ledenikov, nekateri od njih prav do morja. Če štejemo to ozemlje kot del Evrope, je največje ledeniško območje na celini.
Od leta 2009 je del narodnega parka Ruska Arktika, ki vključuje še del Barentsovega morja in Deželo Franca Jožefa. Na skrajni severni točki otoka, rtu Želanija, deluje samodejna meteorološka postaja.

## Zgodovina
Na rtu Želanija in v zalivu Ruska gavan ob severni obali sta bili v začetku 1930. let zgrajeni polarni postaji, ob tisti na Želaniji pa je bila kasneje vzpostavljena tudi vojaška postojanka, kjer so prečrpavali gorivo za helikopterske operacije v Arktiki. Postaji sta delovali do srede 1990. let, najprej je bila opuščena Ruska gavan, po požaru, ki je uničil električni generator, pa še Želanija.
V obdobju hladne vojne je Rdeča armada uporabljala Novo deželo kot poligon za preskušanje orožja in v ta namen določila dve preskusni območji ter zgradila podporno infrastrukturo. Severni otok je spadal pod severno območje, znotraj katerega je bila določena Cona C, ki je obsegala rt Suhi nos in nekaj okoliškega ozemlja (ostali dve coni sta bili na Južnem otoku). Tu je Sovjetska zveza preskušala najmočnejša orožja, zlasti jedrska.
Znotraj Cone C sta bili določeni dve glavni območji: testno polje D-2 je bilo namenjeno preskušanju jedrskih bomb, odvrženih iz letal, polje D-3 pa je bilo tarča za medcelinske balistične rakete z jedrskimi konicami, izstreljene z izstrelišč v Sibiriji več tisoč kilometrov stran. Številna manjša testna polja so bila za preskušanje jedrskih torpedov, jedrskih granat in podobnega orožja, tudi za preskušanje vpliva konvencionalnih eksplozivov na vojaško tehniko in znanstvene poskuse. Sovjeti so zgradili še pristanišče v zalivu Mitjušika južno od rta s skladišči in elektrarno, poveljniško središče v zalivu Gribova 90 km južno od polja D-2 in relejno postajo na bližnjem otočku Mitjuškov, ki je posredovala podatke s senzorjev na testnih poljih. Večina osebja je bila sicer nastanjena na Južnem otoku, preskuse pa so nadzorovali tudi s celine.
Cona C je širše znana po tem, da je bila nad njo sprožena daleč najmočnejša eksplozija v zgodovini človeštva: carska bomba z močjo 58 megaton je eksplodirala 30. oktobra 1961 na višini približno 4 km. Od leta 1963, ko je bil sprejet mednarodni sporazum o delni prepovedi jedrskih preskusov, Cona C ni bila več v uporabi, preskusi so se od takrat izvajali v mnogo manjšem obsegu v ostalih dveh conah.